# Deep Wounds
Deep Wounds è un singolo del rapper statunitense Polo G, pubblicato il 17 maggio 2019.

## Tracce
1. Deep Wounds – 3:00